# Devil Inside (film, 2012)
Pour les articles homonymes, voir Devil Inside.
Pour plus de détails, voir Fiche technique et Distribution.
Devil Inside ou Le Diable en moi au Québec (The Devil Inside) est un film d'épouvante américain écrit et réalisé par William Brent Bell et produit par Matthew Peterman et sorti en 2012.

## Synopsis
Isabella n'a pas eu une enfance comme les autres. Alors qu'elle était toute jeune, sa mère, Maria Rossi, a sauvagement assassiné 3 personnes au cours d'une séance d'exorcisme. Depuis, elle est internée à Rome, à l'hôpital psychiatrique Centrino. Pour comprendre ce qui lui est réellement arrivé, Isabella décide de lui rendre visite. Elle demande alors l'aide de 2 jeunes exorcistes. Mais, malgré leurs méthodes peu orthodoxes, combinant connaissance de la science et de la religion, leur mission s'avère extrêmement périlleuse et le Mal qui possède Maria bien plus puissant qu'ils ne l'imaginaient. Vont-ils parvenir à la libérer ?

## Fiche technique
- Titre original : The Devil Inside
- Réalisation : William Brent Bell
- Scénario : William Brent Bell et Matthew Peterman
- Photographie : Gonzalo Amat
- Montage : William Brent Bell et Tim Mirkovich
- Production : Matthew Peterman et Morris Paulson
- Producteurs exécutifs : Steven Schneider et Lorenzo di Bonaventura
- Compositeurs : Brett Detar et Ben Romans
- Décor : Tony DeMille
- Costumes : Terri Prescott
- Maquillage : Leigh Hudgens, Michael Mosher et Alex Noble
- Effets spéciaux : Adrien Popescu
- Casting : Dominika Posserén et Kelly Wagner
- Société(s) de distribution : Paramount Pictures et Insurge Pictures
- Pays d'origine :  États-Unis
- Langue : anglais
- Durée : 83 minutes
- Dates de sortie : 
  -  États-Unis : 5 janvier 2012 (Première à Los Angeles)
  -  États-Unis : 6 janvier 2012
  -  France : 22 février 2012
- Public : Interdit aux moins de 12 ans en raison de scènes d'exorcisme susceptible d'impressionner un public jeune
- Budget de production (Estimation) : 1 000 000 $
- Nombre d'entrées en France : 361 285 entrées
- Recettes USA : 52 901 858 $
- Recettes mondiales : 52 901 858 $
- Lieux de tournage : Bucarest,  Rome et au  Vatican

## Distribution
- Fernanda Andrade (VF : Olivia Luccioni) : Isabella Rossi
- Simon Quarterman (VF : Thomas Roditi) : Père Ben Rawlings
- Evan Helmuth (VF : Xavier Fagnon) : Père David Keane
- Ionut Grama (VF : Sébastien Finck) : Michael Schaefer
- Suzan Crowley (VF : Mireille Delcroix) : Maria Rossi
- Bonnie Morgan : Rosa
- Brian Johnson (V. F. : Cédric Ingard) : lieutenant Dreyfus
- Maude Bonanni : la tante Sorlini
- Marvin Duerkholz : Luke Castagna
- Talyan Wright : Isabella jeune
- Les Mahoney : l'employé de la morgue
- Marius Florian : le proxénète serbe
- Lelia Goldoni : Susan Meadows
- Suzanne Freeman : une journaliste
- Preston James Hillier : une journaliste
- D.T. Carney : un inspecteur
- Luca Bovelli : Marco Sorlini (non crédité)

## Box office
Avant même sa sortie internationale, Devil Inside est devenu l'un des films les plus rentables de l'année 2012, grâce à son petit budget (un million de dollars) et son succès aux États-Unis. Ce thriller horrifique a ainsi amassé deux millions de dollars pour la seule séance de minuit (devenant rentable avant le lever du jour), et 34 millions pour son premier week-end, soit le cinquième meilleur démarrage de tous les temps pour un film d'épouvante.

## Autour du film
- Pendant la préparation de Devil Inside, le réalisateur William Brent Bell a voulu s'informer en discutant avec l'Église catholique. Dans le cadre de cette démarche, le scénario a même été envoyé, mais l'Église ne désirait pas s'impliquer dans ce projet parce qu'il s'inspirait d'un des 57 cas du procès en béatification de Candido Amantini . Le réalisateur a alors relayé ce fait au studio, qui a trouvé dans cette anecdote un slogan parfait, quoiqu'un peu exagéré : « Le Vatican n'approuve pas ce film ».
- Le tournage du film s'est exclusivement déroulé en Europe, plus précisément à Bucarest, à Rome, ainsi qu'au Vatican.
- Devil Inside s'inscrit dans la liste de films aux allures de « faux documentaire », lesquels usent de fausses images d'archives, afin de rendre l'histoire la plus réaliste possible. Phénomènes paranormaux (2009), porté à l'écran par Milla Jovovich, a également adopté ce procédé.
- En France, Devil Inside a été projeté pour la première fois et en avant-première dans la chapelle St Augustin dans le 6e arrondissement de Paris.

## Une suite,Devil Inside 2?
Après son incroyable succès au box office, les producteurs de Devil Inside envisagent déjà une suite. Selon le producteur exécutif Steven Schneider, le film offre le « potentiel » pour connaître un nouvel épisode.